# Bergö, Vårdö
Bergö är en by och en ö i södra delen av Vårdö kommun på Åland. Bergö har 1 mantalsskriven invånare (2023).
På ön finns ett antal sommarstugor och tidigare fast befolkning; den siste bofaste avled år 2010. Dokumentärfilmen "Den lyckliga kon", som handlade om den siste öbon och hans kor, spelades in på Bergö år 2003. 
Bergö har färjeförbindelse med skärgårdsfärjornas tvärgående linje Långnäs–Snäckö.

## Befolkningsutveckling
| Befolkningsutvecklingen i Bergö 1905–2020 | Befolkningsutvecklingen i Bergö 1905–2020 | Befolkningsutvecklingen i Bergö 1905–2020 | Befolkningsutvecklingen i Bergö 1905–2020 | Befolkningsutvecklingen i Bergö 1905–2020 |
| ----------------------------------------- | ----------------------------------------- | ----------------------------------------- | ----------------------------------------- | ----------------------------------------- |
|                                           |                                           |                                           |                                           |                                           |
| År                                        |                                           |                                           | Folkmängd                                 |                                           |
| 1905                                      | 1905                                      |                                           | 89                                        |                                           |
| 1920                                      | 1920                                      |                                           | 74                                        |                                           |
| 1935                                      | 1935                                      |                                           | 51                                        |                                           |
| 1950                                      | 1950                                      |                                           | 33                                        |                                           |
| 1970                                      | 1970                                      |                                           | 16                                        |                                           |
| 1975                                      | 1975                                      |                                           | 12                                        |                                           |
| 1980                                      | 1980                                      |                                           | 6                                         |                                           |
| 1985                                      | 1985                                      |                                           | 6                                         |                                           |
| 1990                                      | 1990                                      |                                           | 3                                         |                                           |
| 1995                                      | 1995                                      |                                           | 3                                         |                                           |
| 2000                                      | 2000                                      |                                           | 4                                         |                                           |
| 2005                                      | 2005                                      |                                           | 1                                         |                                           |
| 2010                                      | 2010                                      |                                           | 0                                         |                                           |
| 2015                                      | 2015                                      |                                           | 0                                         |                                           |
| 2020                                      | 2020                                      |                                           | 1                                         |                                           |